# De boom van de twee lentes
De boom van de twee lentes is een stripalbum dat voor het eerst is uitgegeven in december 2000 met Rudi Miel als schrijver en Willy Maltaite als tekenaar. Deze uitgave werd uitgegeven door Le Lombard in de collectie "Getekend". 
Bij het tekenen van deze strip waren er echter veel meer namen gemoeid, maar in hoofdzaak was het het werk van Willy Maltaite. Hij overleed echter in het jaar van uitgave en kon het verhaal niet afwerken, daarom hebben verschillende collega's het werk van hem overgenomen.  